# Claudia Praxmayer
Claudia Praxmayer (geboren in Salzburg) ist eine österreichische Schriftstellerin, Artenschutzfachfrau und Biologin.

## Leben
Praxmayer studierte Biologie an der Universität Salzburg und graduierte mit einem Master of Science (M.Sc.). Nach dem Studienabschluss arbeitete sie in Frankfurt am Main in einer PR-Agentur, nach fünf Jahren ging sie als Büroleiterin der Agentur nach München. Später machte sie sich selbständig, um mehr eigenen Freiraum für das Bücherschreiben und Artenschützen zu haben. Außerdem machte sie eine Weiterbildung im Bereich Artenschutz im Durrell Wildlife Conservation Trust auf der Insel Jersey.
Darüber hinaus engagiert sich die Biologin als aktives Vereinsmitglied der Tierparkfreunde München. Für den NABU e.V. hat sie ein Programm zum Schutz von Weißen Haien entwickelt, war bei den Schneeleoparden in den Bergen Kirgistans, war als Artenschutzfachfrau Delegierte auf den internationalen CITES-Konferenzen für den Schutz gefährdeter Tierarten wie Haie, Elefanten, Schneeleoparden und Gorillas.
Nachdem sie zunächst nur Sachbücher im Bereich medizinbezogener Ratgeber veröffentlichte, debütierte sie 2013 mit einer ersten Romanveröffentlichung, dem Ökothriller Bluterde um eine Artenschützerin, die für ihr Gorilla-Projekt im Kongo gegen im Nationalpark illegal nach Coltan schürfende Kriminelle kämpft. Ihr zweiter Thriller Spuren aus Eis versetzt dieselbe Romanheldin Lea Winter für ein Naturfilmprojekt zu den Schneeleoparden Kirgistans. Da der Artenschutzgedanke in der dortigen Regierung keineswegs so stark verankert ist wie Geschäftsinteressen, hat sie sogar den Geheimdienst des Landes gegen sich und muss auf abenteuerlichen Wegen mit ihrem Filmmaterial aus dem Mittelasienstaat entkommen. Ein weiterer Roman versetzt „Lea Winter“ als Sonderermittlerin in Sachen Wolfsartenschutz nach Sachsen. Ihr vierter Roman Bienenkönigin ist ein Jugendbuch, das von einer 19-Jährigen in einem Kalifornien der nahen Zukunft handelt, die für das Überleben der von Geschäftsinteressen bedrohten Bienen kämpft.
Claudia Praxmayer lebt und arbeitet in München.

## Werke
- Bienenkönigin, cbj Verlag, München 2018, ISBN 978-3-570-16533-1.
- Wolfsbrut : Thriller, dotbook, München 2018, ISBN 978-3-96148-146-0.
- Spuren aus Eis : Thriller, dotbook, München 2016, ISBN 978-3-95824-497-9.
- Bluterde : Thriller, Knaur eBook, München 2013, ISBN 978-3-426-43148-1; Neuausgabe unter geändertem Titel als Gefährliche Gier, dotbook, München 2019, ISBN 978-3-96148-735-6.
- (zusammen mit Birgit Frohn) Der Lustk(n)ick : wie Frauen wieder mehr Spaß am Sex haben, Marion von Schröder Verlag, Berlin 2008, ISBN 978-3-547-71123-3.
- (zusammen mit Birgit Frohn) Unbekannte Patientin : die Medizin entdeckt den weiblichen Körper, Ullstein, Berlin 2005, ISBN 978-3-550-07880-4.
- (zusammen mit Josef Öller) So heile ich mich selbst: Diabetes Typ 2, Knaur-Ratgeber-Verlag, München  2005,  ISBN  978-3-426-64205-4.
- Nordic Walking : auf sanfte Art topfit, Weltbild-Verlag, Augsburg 2004, ISBN 978-3-89897-061-7.
- Kalorien nach Plan : Cholesterin, Ballaststoffe, Fettwerte, Mineralien, Vitamine, Midena, Augsburg 1999, ISBN 978-3-310-00625-2.

## Belege
1. 1 2  Autorenprofil C. Praxmayer, randomhouse.de/, abgerufen am 17. Juli 2020.
2. ↑  Kurzbiografie C. Praxmayer, crunchbase.com, abgerufen am 17. Juli 2020.
3. ↑  Artenschützerstatement C. Praxmayer, umweltbriefe.de Ausgabe November 2016, abgerufen am 17. Juli 2020.
4. ↑  Besprechung zu Wolfsbrut, dotbooks.de, abgerufen am 17. Juli 2020.

| Personendaten    | Personendaten                                                      |
| ---------------- | ------------------------------------------------------------------ |
| NAME             | Praxmayer, Claudia                                                 |
| KURZBESCHREIBUNG | österreichische Schriftstellerin, Artenschutzfachfrau und Biologin |
| GEBURTSDATUM     | 20. Jahrhundert                                                    |
| GEBURTSORT       | Salzburg                                                           |